# David Abrahams
Pour les articles homonymes, voir Abrahams.
Ian David Abrahams (né le 15 janvier 1958) est un mathématicien anglais et professeur titulaire de la chaire Beyer de mathématiques appliquées (en) à l'université de Manchester, de 2008 à 2016. De 2014 à 2016 il est directeur du Centre international pour les sciences mathématiques à Édimbourg et en octobre 2016 il succède à John Toland en tant que directeur de l'Institut Isaac-Newton, et il est professeur titulaire de la chaire Rothschild de mathématiques à Cambridge. Il a été président de 2007 à 2009 de l'Institute of Mathematics and its Applications.

## Formation
Né à Manchester, Abrahams est le fils de Harry Abrahams et de Leila Abrahams.
Il obtient son BSc en ingénierie et technologie spatiale en 1979 et son doctorat et son Diploma of Imperial College (en) en mathématiques appliquées, en 1982, tous deux à l'Imperial College London. Là il a gagné deux bourses d'études et la médaille Finsbury pour les meilleurs étudiants de premier cycle. Pour son doctorat, il a été supervisé par Frank Leppington pour une thèse intitulée The scattering of sound by finite thin elastic plates and cavities,.
La même année, il part à Manchester pour un contrat d'un an. Ce fut le début d'une collaboration avec GR Wickham. Tout d'abord, ils ont développé quelques techniques pour la résolution des problèmes de matrice de Wiener-Hopf et cela a donné la solution à un problème basique de la théorie de la diffraction, à savoir, la diffusion par deux plaques parallèles, semi-infinies et décalées. Motivés par les problèmes de soudures à l'acier austénitique, ils ont continué à développer une théorie de la propagation des ondes dans certains solides hétérogènes anisotropes. Ils ont également donné des solutions asymptotiques pour la diffusion par des petits défauts dans un demi-espace élastique faisant appel à un certain élargissement de la fonction de Green de la moitié de l'espace.
Plus récemment Abrahams a trouvé des aspects de la technique de Wiener-Hopf qui empiètent sur les mathématiques financières et la théorie des probabilités. Cela a conduit à des développements, par exemple dans la lien entre la factorisation de Wiener-Hopf et l'identité de Spitzer (en), et d'autres résultats importants au sein de la théorie des probabilités.

## Prix et distinctions
En 2017 il est lauréat de la médaille David-Crighton décernée par l'Institute of Mathematics and its Applications et la London Mathematical Society.

## Vie personnelle
En 2004, Abrahams épouse Penelope-Laurent Warwick avec qui il a une fille et deux fils.